# Мидлбери (Индијана)
Мидлбери (енгл. Middlebury) град је у америчкој савезној држави Индијана.

## Демографија
По попису из 2010. године број становника је 3.420, што је 464 (15,7%) становника више него 2000. године.
| Група             | 2000.         | 2010.         |
| Белци             | 2.862 (96,8%) | 3.208 (93,8%) |
| Афроамериканци    | 5 (0,2%)      | 19 (0,6%)     |
| Азијати           | 38 (1,3%)     | 40 (1,2%)     |
| Хиспаноамериканци | 12 (0,4%)     | 110 (3,2%)    |
| Укупно            | 2.956         | 3.420         |